# Jay Thomas Evans
Jay Thomas Evans, né le 21 janvier 1931 à Tulsa et mort le 18 mars 2008, est un lutteur américain spécialiste de la lutte libre.

## Carrière
Jay Thomas Evans participe aux Jeux olympiques d'été de 1952 à Helsinki et remporte la médaille d'argent dans la catégorie de poids légers.